# Coherence (Film)
Coherence – Nichts ist Zufall (Originaltitel: Coherence) ist ein US-amerikanischer Science-Fiction-Film des Regisseurs James Ward Byrkit aus dem Jahr 2013. Seine Premiere hatte der Film am 19. September 2013 bei dem Filmfestival Austin Fantastic Fest. In Deutschland startete er am 25. Dezember 2014. Verleihfirma im deutschsprachigen Raum ist Bildstörung.

## Handlung
Die acht Freunde Emily, Kevin, Mike, Lee, Hugh, Beth, Amir und Laurie treffen sich nach langer Zeit zum gemeinsamen Abendessen. Zunächst kreisen die Gespräche um Alltagsdinge und das Beziehungsgeflecht der Freunde. In der Folge spielt das Passieren eines Kometen in dieser Nacht eine immer größere Rolle. So weiß etwa Lee zu berichten, dass sich beim letztmaligen Auftauchen des Kometen 1923 in Finnland die Menschen merkwürdig verhalten hätten. Doch diesmal passiere der Komet die Erde noch wesentlich näher. Hugh deutet an, dass sein Bruder, ein Wissenschaftler, ihm aufgetragen habe, sich telefonisch zu melden, sollten „merkwürdige Dinge“ passieren. Im Laufe des Abendessens bricht zunächst das Mobilfunknetz zusammen, dann zersplittern Handydisplays und zuletzt fällt auch der Strom aus.
In einiger Entfernung ist jedoch ein Haus zu erkennen, das hell beleuchtet ist. Mike bringt ein paar Taschenlampen und blaue Leuchtstäbe aus dem Keller. Amir und Hugh entscheiden, zu dem beleuchteten Haus zu gehen. Während sie unterwegs sind, bringt Mike das Notstromaggregat im Keller zum Laufen. Nach der Rückkehr ist Hugh am Kopf verletzt und Amir trägt ein Kästchen mit sich. Beide wirken verstört und berichten, eine Dinnerparty wie die ihre gesehen zu haben. In dem Kästchen finden sich, teils kurz zuvor entstandene, nummerierte Fotos der acht Freunde und ein Tischtennisschläger. Es wird heftig diskutiert, die Bewohner des anderen Hauses werden als potentielle Gefahr gesehen. Mike, Laurie, Emily und Kevin machen sich erneut zu dem Haus auf. Mike kommt zu dem Schluss, dass dieses Haus exakt dasselbe wie sein eigenes sei. Die Gruppe macht sich auf den Rückweg und begegnet vier Personen, die genau wie sie aussehen – nur dass diese Gruppe rote Leuchtstäbe hat. Beide Gruppen flüchten. Beim Rückweg bemerken sie eine besonders dunkle Zone.
Zurück im Haus erinnert sich Hugh an das Buch seines Bruders, das Quantenkohärenz am Beispiel des Gedankenexperiments Schrödingers Katze erklärt. Die Freunde kommen nach Diskussionen zu dem Schluss, dass der Komet in irgendeiner Form einen Zugang zu den im Buch beschriebenen Parallelwelten eröffnet hat und dass die dunkle Zone eine Art Drehscheibe in andere Welten ist. Die Bewohner aus den einzelnen Welten haben sich bei der Erkundung der Hergänge in der Folge immer mehr vermischt. Die Box mit den nummerierten Bildern ist der Versuch einer anderen Parallelwelt, die Zuordnung der Personen zu den richtigen Welten herzustellen. Im weiteren Verlauf versuchen sich die Personen aus den einzelnen Welten wieder richtig einzusortieren, teilweise indem sie in anderen Gruppen intrigieren oder logische Ableitungen zur Herkunft anstellen.
Emily beginnt langsam zu erkennen, dass die Grundzüge der Charaktere prinzipiell in allen Welten gleich bleiben, aber die Beziehungen und Lebensumstände untereinander stark variieren. Sie macht sich daher auf die Suche nach der für sie perfekten Welt und versucht dort ihr Gegenstück zu töten, um an dessen Stelle in dieser vermeintlichen glücklichen Welt zu leben. Die andere Emily bleibt allerdings am Leben und kann in der letzten Szene per Handy Hilfe rufen.

## Rezeption
Der Film nahm unter anderem an den Filmfestivals von Sundance und Cannes teil. Beim Sitges Festival gewann der Film den Preis für das beste Drehbuch sowie den Jurypreis. Beim Imagine Film Festival und dem Austin Fantastic Fest konnte er ebenfalls erste Preise erringen. Bei Rotten Tomatoes erhielt der Film eine Wertung von 88 %.
Die Kritik nahm den Film überwiegend positiv auf. Häufig wird er als eine Mischung aus Melancholia und Another Earth beschrieben. Die Stärke des Plots wird in der Verknüpfung der persönlichen Charakterzüge über die Dimensionen hinaus gesehen. Zwar wurde kritisiert, dass das der Handlung zugrunde liegende Konzept von Schrödingers Katze so eigentlich vollkommen falsch umgesetzt sei. Dennoch:

„Coherence treibt das momentan beliebte Konzept von auf die persönliche Ebene herunter gebrochenen Science-Fiction-Filmen auf die Spitze und zeigt eine Abendgesellschaft, die ungeahnte metaphysische Verstrickungen ganz pragmatisch angeht. Das Ergebnis ist unterhaltsam.“

Josef Lommer kommt auf critric.de ebenfalls zu dem Schluss, dass der Film logische Handlungslöcher enthalte. Aber:

„Kosmisches Chaos auf engstem Raum. James Ward Byrkits perfides Filmpuzzle lässt physikalische Dilemmata in handfeste Alltagsprobleme diffundieren.“

Auch die internationale englischsprachige Kritik nahm den Film trotz der erwähnten Handlungsmängel positiv auf. Stephan Dolton vom Hollywood Reporter etwa hob vor allem hervor, dass der Film ohne visuelle Effekte sehr dicht sei:

„An ingenious micro-budget science-fiction nerve-jangler which takes place entirely at a suburban dinner party, Coherence is a testament to the power of smart ideas and strong ensemble acting over expensive visual pyrotechnics... A group of eight friends gather for dinner... Marital tensions and sexual secrets sizzle just below the surface, but relationship drama is soon overshadowed by astrological weirdness when a comet passes close to Earth, shutting down power supplies and phone connections... It slowly becomes clear that the fabric of reality has been radically remixed by the comet’s arrival. We are definitely not in Kansas any more... Byrkit only gave his cast limited information about the narrative loops and swerves ahead, encouraging a semi-improvised naturalism that feels authentically tense.“

## Hintergrund
Der Film wurde an wenigen Abenden im Wohnzimmer des Drehbuchautors und Regisseurs James Ward Byrkit in Santa Monica gedreht. Die Schauspieler hatte er so ausgewählt, dass sie sich gegenseitig nicht kannten. Außerdem bekamen sie kein Drehbuch ausgehändigt, sondern an jedem Abend lediglich einen Zettel mit Informationen und dem Hintergrund der zu spielenden Figur. Byrkits Intention war es, den Raum, in dem die Handlung stattfindet, größer als ein gewöhnliches Wohnzimmer wirken zu lassen – die mysteriöse Stimmung und das Unglaubliche sollten so für den Zuschauer greifbar werden.
Insgesamt gab es lediglich fünf Drehtage. Dies war auch der Tatsache geschuldet, dass Byrkit so gut wie kein Budget hatte. Sein Script umfasste lediglich zwölf Seiten. Der Film gewinnt durch das Improvisieren der Schauspieler sehr an Tiefe und Eindruck, die Diskussionen wirken sehr realitätsnah.